# Zbrojníky
Zbrojníky (do roku 1948 Feďvernek, maďarsky Fegyvernek, Kétfegyvernek) jsou obec v okrese Levice na Slovensku. Žije v ní 498 obyvatel. Součástí obce je i místní část - osada Pežerňa. V obci je kalvínský kostel z roku 1806; stojí na místě staršího kostela z roku 1716, který byl zničen požárem a částečně využit při stavbě nového.

## Historie
Území obce bylo osídleno již v neolitu, dokládají to archeologická naleziště sídlišť z tohoto období (sídliště volutové a želiezovské kultury); byly nalezeny také artefakty dokládající přítomnosti lidí jiných kultur z doby bronzové a byla nalezena osada z doby římské. Nejstarší písemná zmínka o obci se nachází v chybně datované listině arcibiskupa Lodomeria z roku 1303, kdy se obec uvádí jako majetek zemanů, mezi nimi i rodiny Fegyvernekyových, jejíž příslušník Ferenc Fegyverneky byl posledním proboštem kláštera v Šahách a autorem mnoha kodexů. Název obce poukazuje na to, že její první obyvatelé obce mohli být zbrojnoši. Původně existoval jen Feďvernek, který se na Dolný a Horný Feďvernek pravděpodobně rozdělil v 15. století.
Do roku 1918 byly obce Dolný a Horný Feďvernek součástí Uherska. V letech 1938 až 1944 byly kvůli první vídeňské arbitráži součástí Maďarska. V roce 1944 byly obce Dolný Feďvernek a Horný Feďvernek sloučeny do obce Feďvernek, která byla v roce 1948 přejmenovaná na Zbrojníky.
Při sčítání lidu v roce 2011 žilo v obci 504 obyvatel, z toho 352 Slováků a 154 Maďarů. Čtyři obyvatelé neuvedli žádné informace o své etnické příslušnosti.

## Osobnosti
- Lajos Evva (1851–1912), spisovatel, překladatel, divadelní režisér